# Limonium gymnesicum
Limonium gymnesicum är en triftväxtart som beskrevs av Erben. Limonium gymnesicum ingår i släktet rispar, och familjen triftväxter. Inga underarter finns listade i Catalogue of Life.